# Santa Terezinha de Itaipu
Santa Terezinha de Itaipu' es un municipio brasileño del estado de Paraná. Según el Censo IBGE del año 2010, la población era de 20834 habitantes.